# Pinpanetta
Pinpanetta — викопний рід гусеподібних птахів родини Качкові (Anatidae), що існував в Австралії у пізньому олігоцені.

## Назва
Назва роду складається з двох частин: Pinpa — вказує на озеро Пінпа у Центральній Австралії в басейні озера Ейр, де знайдені перші викопні рештки цих птахів, та з грецького слова netta, що означає «качка».

## Скам'янілості
Скам'янілі рештки роду знайдені у Південній Австралії та Квінсленді в олігоценових відкладеннях формацій Етадунна, Намба та Ріверслей.

## Види
На основі викопного матеріалу описано три види:
- P. tedfordi Worthy, 2009 (type species)
- P. vickersrichae Worthy, 2009
- P. fromensis Worthy, 2009